# Megaulacobothrus yuanshanensis
Megaulacobothrus yuanshanensis är en insektsart som först beskrevs av Zheng, Z. 1980.  Megaulacobothrus yuanshanensis ingår i släktet Megaulacobothrus och familjen gräshoppor. Inga underarter finns listade i Catalogue of Life.